# Il manto di ermellino
Il manto di ermellino (The Lady in Ermine) è un film muto del 1927 diretto da James Flood. La storia, tratta dall'operetta Die Frau im Hermelin di Ernst Welisch, Rudolph Schanzer, venne ripresa in due altri adattamenti per lo schermo. Il primo nel 1930 e il secondo nel 1948.
 
Il film venne prodotto da Corinne Griffith, che ne fu anche la protagonista. Gli altri interpreti, erano Einar Hanson, Ward Crane, Francis X. Bushman.

## Trama
Nel 1810, la residenza del conte Murillo - fresco sposino della contessa Mariana Beltrami - viene occupata dalle truppe austriache che hanno invaso il nord Italia. Mentre Murillo parte per il fronte, il generale Dostal, comandante degli invasori, prende come suo quartier generale il castello dov'è rimasta la bellissima Mariana. Dostal, uomo di guerra ma molto seducente, inizia a fare una corte serrata alla padrona di casa. Il conte Murillo, intanto, è tornato al castello, attraversando le linee nemiche ma viene scoperto e condannato come spia.
Mariana racconta a Dostal una storia analoga accaduta anni prima a sua nonna quando i francesi avevano occupato il castello come adesso stanno facendo gli austriaci. La nonna era riuscita a salvare il marito presentandosi una notte nella stanza del generale dell'epoca vestita solo di una pelliccia di ermellino.
Quella notte, Dostal, ubriaco fradicio davanti al ritratto della bellissima nonna, sogna di essere protagonista anche lui della medesima storia. Il giorno dopo, convinto che quello che ricorda sia veramente accaduto, toglie l'incomodo e lascia libero Murillo e il castello, partendo per la guerra.

## Produzione
Il film fu prodotto dalla Corinne Griffith Productions nel 1927. Nel 1922, l'operetta Die Frau im Hermelin di Ernst Welisch e Rudolph Schanzer, era stata base per The Lady in Ermine, musical di Jean Gilbert e Alfred Goodman, che ottenne un grande successo all'Ambassador Theatre e al Century Theatre di Broadway.

## Distribuzione

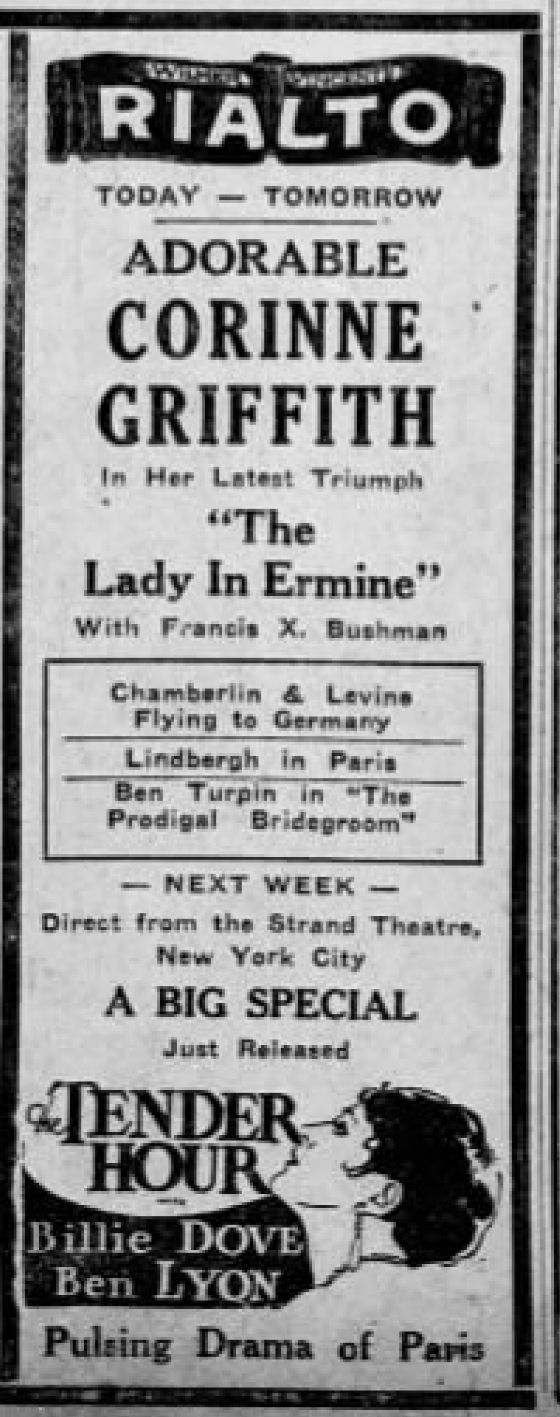
Pubblicità su Morning Call (10 luglio 1927)

Il copyright del film, richiesto dalla Corinne Griffith Productions, Inc., fu registrato il 4 gennaio 1927 con il numero LP23495.

Distribuito negli Stati Uniti dalla First National Pictures, il film uscì nelle sale cinematografiche il 1º gennaio 1927. Nello stesso anno, fu presentato in prima a Londra (4 marzo), Danimarca (9 maggio, con il titolo Damen i Hermelin), Finlandia (9 ottobre) e Canada. Nelle sale del Regno Unito, uscì il 20 febbraio 1928; in Portogallo - dove prese il titolo A Dama de Arminho - l'8 aprile 1929. In Austria e in Germania, fu distribuito come Die Frau im Hermelin; in Grecia, come I kyria me tin ermina; in Svezia, come Damen i hermelin; in Brasile, come A Dama em Arminho.
Non si conoscono copie ancora esistenti della pellicola che viene considerata presumibilmente perduta.

## Differenti versioni
- Il manto di ermellino, regia di James Flood (1927)
- Le rose della castellana (Bride of the Regiment), regia di John Francis Dillon (1930)
- La signora in ermellino (That Lady in Ermine), regia di Ernst Lubitsch ripresa da Otto Preminger (1948)